# Madge Evans
Madge Evans (nascida Margherita Evans; 1 de julho de 1909 - 26 de abril de 1981) foi uma atriz americana de teatro e cinema. Ela começou sua carreira como artista infantil e modelo.

## Vida

### Modelo infantil e atriz de palco
Nascida em Manhattan, Madge Evans foi apresentada em anúncios impressos como a "menina Fairy Soap" quando tinha dois anos de idade. Ela fez sua estréia profissional aos seis meses de idade, posando como modelo de um artista. Quando jovem, seus companheiros incluíam Robert Warwick, Holbrook Blinn e Henry Hull. Quando ela tinha quatro anos, Evans foi destaque em uma série de peças infantis produzidas por William A. Brady. Ela trabalhou no antigo estúdio de cinema em Long Island, Nova York. Seu sucesso foi imediato, tanto que sua mãe emprestou o nome da filha para uma empresa de chapéus. Evans posou em um quadro de mãe e filho com Anita Stewart, então com 16 anos, para um calendário da Anheuser-Busch Brewing Company, e como a garotinha da montanha em Heidi of the Alps.

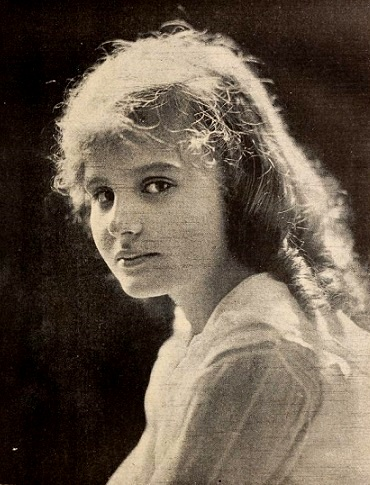
Madge Evans 1919.

Aos 8 anos de idade em 1917, Evans apareceu na produção da Broadway de Peter Ibbetson com John Barrymore, Constance Collier e Laura Hope Crews. Aos 17 anos, ela voltou aos palcos e apareceu como a ingênua em Daisy Mayme. Alguns de seus melhores trabalhos em peças vieram em produções de Dread, The Marquis e The Conquering Male. Sua última aparição foi em Philip Goes Forth, produzido por George Kelley. A mãe de Evans a levou para a Inglaterra e Europa quando ela tinha 15 anos.

### Carreira cinematográfica
Quando criança, Evans estreou em O Sinal da Cruz (1914). Ela apareceu em dezenas de filmes, inclusive com Marguerite Clark em As Sete Irmãs (1915). Ela foi destaque com Robert Warwick em Alias Jimmy Valentine (1915). Aos 14 anos, ela foi a estrela do melodrama rural de J. Stuart Blackton On the Banks of the Wabash (1923). Ela co-estrelou com Richard Barthelmess em Classmates (1924).
Ela estava trabalhando no palco quando assinou com a Metro Goldwyn Mayer em 1927. Assim como no teatro, ela continuou a desempenhar papéis ingênuos, muitas vezes como a noiva do protagonista. Ela interpretou o interesse amoroso de Al Jolson e Frank Morgan no filme de 1933 Hallelujah, I'm a Bum.
Trabalhando para a MGM na década de 1930, ela apareceu em Dinner at Eight (1933), Broadway to Hollywood (1933), Hell Below (1933) e David Copperfield (1935). Em 1933, ela estrelou com James Cagney no melodrama The Mayor of Hell. Outros filmes notáveis em que ela apareceu são Beauty for Sale (1933), Grand Canary (1934), What Every Woman Knows (1934) e Pennies From Heaven (1936).
Em 1960, pela contribuição de Evans para a indústria cinematográfica, ela foi homenageada com uma estrela na Calçada da Fama de Hollywood localizada em 1752 Vine Street.

### Casamento
Em York Village, Maine, em 25 de julho de 1939, ela se casou com o dramaturgo Sidney Kingsley, mais conhecido por suas peças Dead End e Detective Story. O casal possuía uma propriedade de 250 acres (1.000.000 m2) em Oakland, Nova Jersey. Após seu casamento com Kingsley, Evans deixou Hollywood e se mudou para esta casa em Nova Jersey.

### Rádio e televisão

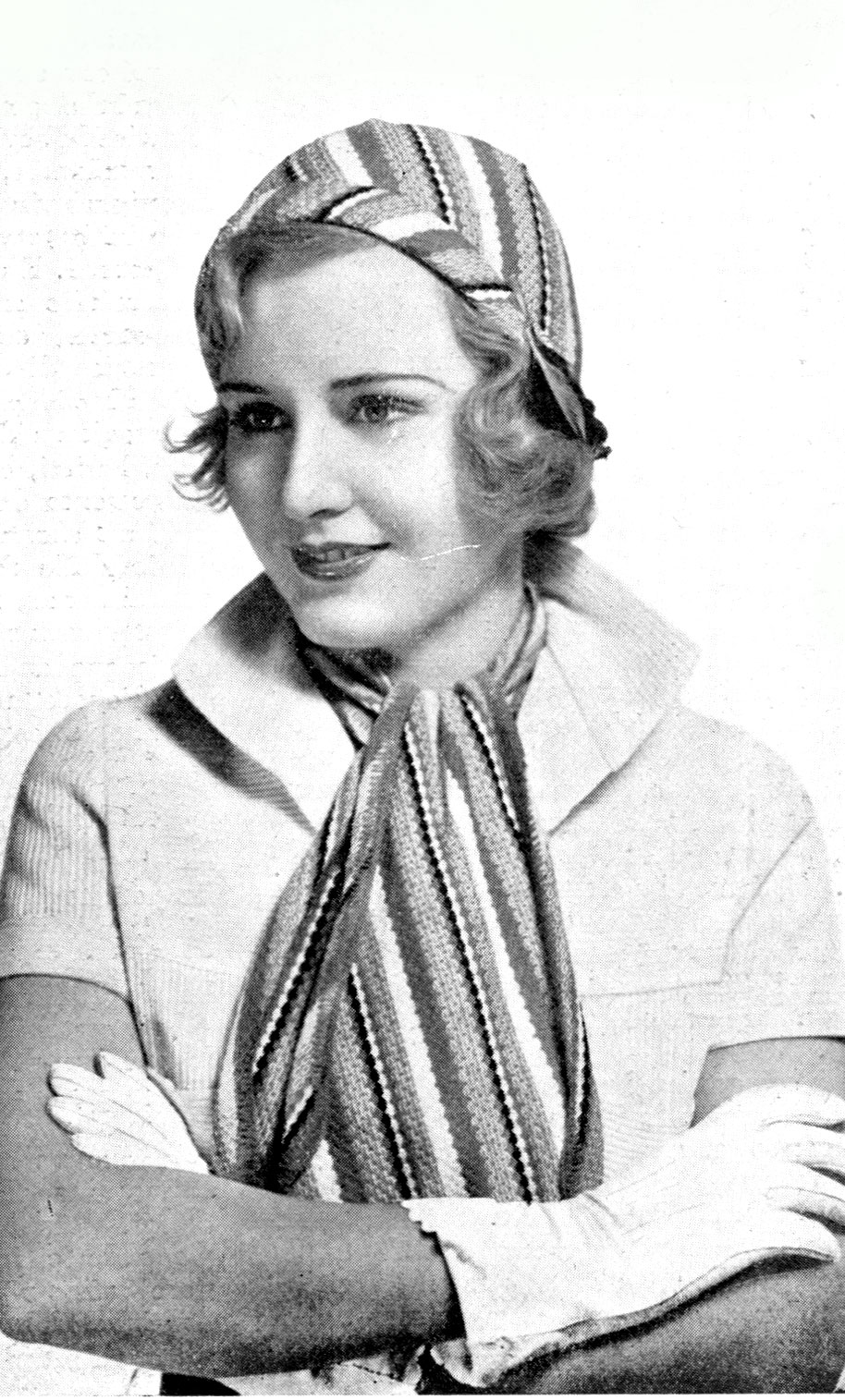
Madge-Evans 1931.

Mais tarde, ela trabalhou em rádio e televisão na cidade de Nova York. Evans se apresentou no Philco Television Playhouse (1949-1950), Studio One (1954), Matinee Theatre (1955) e The Alcoa Hour (1956).

## Morte
Evans morreu em sua casa em Oakland, Nova Jersey de câncer em 1981, aos 71 anos.

## Filmografia
| Ano  | Filme                               | Personagem                | Observações              |
| ---- | ----------------------------------- | ------------------------- | ------------------------ |
| 1914 | Shore Acres                         | Mildred                   |                          |
| 1915 | Alias Jimmy Valentine               | Child locked in vault     | Não Creditada            |
| 1915 | The Seven Sisters                   | Clara                     |                          |
| 1915 | The Master Hand                     | Jean as a child           |                          |
| 1915 | Zaza                                | Child                     | Não Creditada            |
| 1915 | The Little Church Around the Corner | Child                     |                          |
| 1916 | The Devil's Toy                     | Betty                     |                          |
| 1916 | Sudden Riches                       | Little Emily              |                          |
| 1916 | Husband and Wife                    | Bessie                    |                          |
| 1916 | The Revolt                          | Nannie Stevens            |                          |
| 1916 | The Hidden Scar                     | Dot                       |                          |
| 1916 | Seventeen                           | Jane Baxter               |                          |
| 1916 | The New South                       | Georgia Gwynne as a child |                          |
| 1917 | The Web of Desire                   | Marjorie                  |                          |
| 1917 | Maternity                           | Constance                 |                          |
| 1917 | The Beloved Adventuress             | Francine at age 7         |                          |
| 1917 | The Volunteer                       | Herself                   |                          |
| 1917 | The Little Duchess                  | Geraldine Carmichael      |                          |
| 1917 | The Burglar                         | Editha                    |                          |
| 1917 | The Corner Grocer                   | Mary Brian at age 8       |                          |
| 1917 | Adventures of Carol                 | Carol Montgomery          |                          |
| 1917 | The Little Patriot                  | Undetermined role         | Não Creditada            |
| 1918 | Woman and Wife                      |                           | Não Creditada            |
| 1918 | The Gates of Gladness               | Beth Leeds                |                          |
| 1918 | Wanted: A Mother                    | Eileen Homer              |                          |
| 1918 | True Blue                           | Girl child                | Não Creditada            |
| 1918 | Vengeance                           | Young Nan as a girl       |                          |
| 1918 | Stolen Orders                       | Ruth Le Page as a child   |                          |
| 1918 | The Golden Wall                     | Madge Lathroop            |                          |
| 1918 | Neighbors                           | Clarissa Leigh            |                          |
| 1918 | Heredity                            | Nedda Trevor as a child   |                          |
| 1918 | The Power and the Glory             | Deanie Consadine          |                          |
| 1918 | The Love Net                        | Patty Barnes              |                          |
| 1919 | The Love Defender                   | Dolly Meredith            |                          |
| 1919 | Three Green Eyes                    | Child                     |                          |
| 1919 | Home Wanted                         | Madge Dow                 |                          |
| 1920 | Heidi                               | Heidi                     |                          |
| 1923 | On the Banks of the Wabash          | Lisbeth                   |                          |
| 1924 | Classmates                          | Sylvia                    |                          |
| 1930 | Envy                                | Helen                     | Short film               |
| 1931 | Son of India                        | Janice Darsey             | Primeiro trabalho na MGM |
| 1931 | Sporting Blood                      | Miss 'Missy' Ruby         |                          |
| 1931 | Guilty Hands                        | Barbara 'Babs' Grant      |                          |
| 1931 | Heartbreak                          | Countess Vima Walden      |                          |
| 1931 | West of Broadway                    | Anne                      |                          |
| 1932 | Lovers Courageous                   | Mary Blayne               |                          |
| 1932 | The Greeks Had a Word for Them      | Polaire                   |                          |
| 1932 | Are You Listening?                  | Laura O'Neil              |                          |
| 1932 | Huddle                              | Rosalie Stone             |                          |
| 1932 | Fast Life                           | Shirley                   |                          |
| 1933 | Hallelujah, I'm a Bum               | June Marcher              |                          |
| 1933 | Hell Below                          | Joan Standish             |                          |
| 1933 | Made on Broadway                    | Claire Bidwell            |                          |
| 1933 | The Nuisance                        | Dorothy Mason             |                          |
| 1933 | The Mayor of Hell                   | Dorothy Griffith          |                          |
| 1933 | Dinner at Eight                     | Paula Jordan              |                          |
| 1933 | Broadway to Hollywood               | Anne Ainsley              |                          |
| 1933 | Beauty for Sale                     | Letty Lawson              |                          |
| 1933 | Day of Reckoning                    | Dorothy Day               |                          |
| 1934 | Fugitive Lovers                     | Letty Morris              |                          |
| 1934 | The Show-Off                        | Amy Fisher Piper          |                          |
| 1934 | Stand Up and Cheer!                 | Mary Adams                |                          |
| 1934 | Grand Canary                        | Lady Mary Fielding        |                          |
| 1934 | Paris Interlude                     | Julia 'Julie' Bell        |                          |
| 1934 | Death on the Diamond                | Frances Clark             |                          |
| 1934 | What Every Woman Knows              | Lady Sybil Tenterden      |                          |
| 1935 | Helldorado                          | Glenda Wynant             |                          |
| 1935 | David Copperfield                   | Agnes                     |                          |
| 1935 | Age of Indiscretion                 | Maxine Bennett            |                          |
| 1935 | Calm Yourself                       | Rosalind Rockwell         |                          |
| 1935 | Men Without Names                   | Helen Sherwood            |                          |
| 1935 | The Tunnel                          | Ruth McAllan              |                          |
| 1936 | Exclusive Story                     | Ann Devlin                |                          |
| 1936 | Moonlight Murder                    | Antonia 'Toni' Adams      |                          |
| 1936 | Piccadilly Jim                      | Ann Chester               |                          |
| 1936 | Pennies from Heaven                 | Susan Sprague             |                          |
| 1937 | Espionage                           | Patricia Booth            |                          |
| 1937 | The Thirteenth Chair                | Nell O'Neill              |                          |
| 1938 | Sinners in Paradise                 | Anne Wesson               |                          |
| 1938 | Army Girl                           | Julie Armstrong           |                          |